# St. Trinian's
St. Trinian's är en brittisk komedifilm från 2007.

## Om filmen
St. Trinian's regisserades av Oliver Parker och Barnaby Thompson. Filmen är baserad på en svit skämtteckningar med namnet St Trinian's School skriven av Ronald Searle.

## Rollista (urval)
- Talulah Riley - Annabelle Fritton
- Rupert Everett - Camilla Fritton / Carnaby Fritton
- Jodie Whittaker - Beverly
- Gemma Arterton - Kelly
- Kathryn Drysdale - Taylor
- Juno Temple - Celia
- Colin Firth - Geoffrey Thwaites